# Véghelyi Balázs

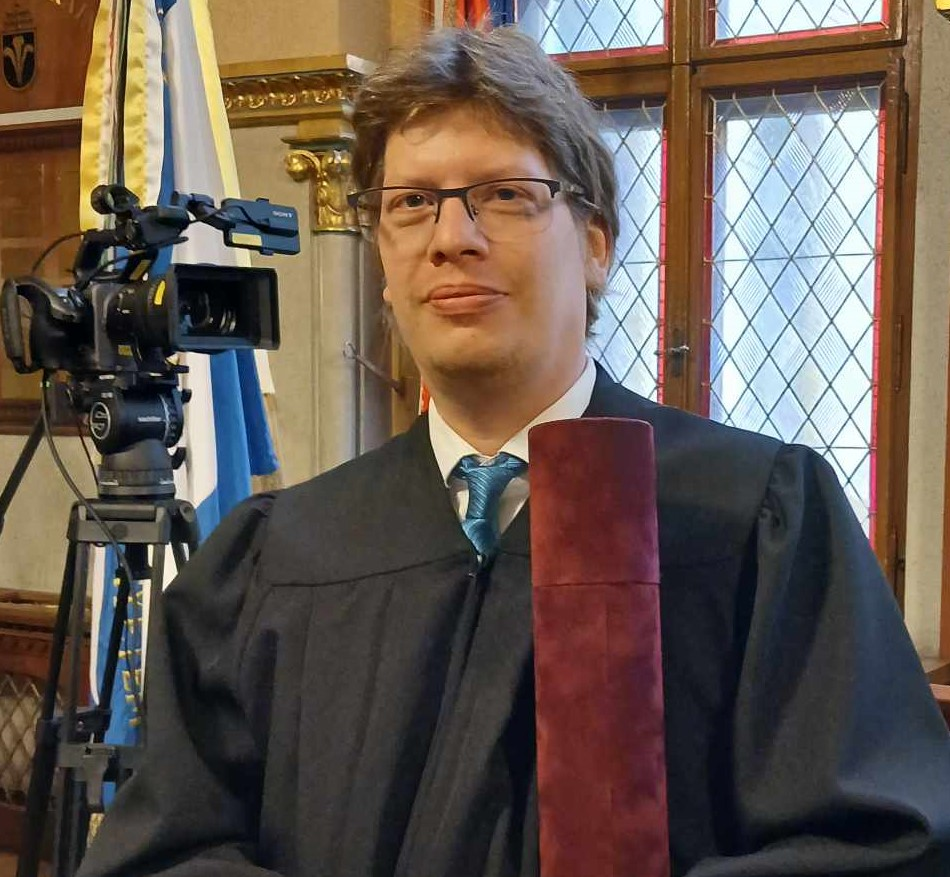
Véghelyi Balázs (2024)

Véghelyi Balázs (Budapest, 1983. augusztus 22. –) magyar költő, író, szerkesztő, irodalomtörténész.

## Élete
Anyai ágon felvidéki, apai ágon budapesti családban született. Édesapja tűzoltótiszt, édesanyja énektanár. Százhalombattán nőtt fel, ott is érettségizett az Arany János Általános Iskola és Gimnáziumban. 2002-től az ELTE Bölcsészettudományi Kar magyar és az ELTE Pedagógia és Pszichológiai Kar pedagógia szakos hallgatója volt. Az egyetem elvégzése után, 2009-től újságírással, hírszerkesztéssel, tanítással, kulturális rendezvények szervezésével, könyvek és folyóiratszámok szerkesztésével foglalkozott. 2016-ban elvégezte a Pázmány Péter Katolikus Egyetem multimédia-szerkesztő képzését. 2024-ben a PPKE Irodalomtudományi Doktori Iskolájában PhD-fokozatot szerzett, kutatási témája a pesti kabaré története volt. Szerkesztő-gyakornokként dolgozott a Magyar Televíziónál, majd a százhalombattai Halom Televíziónál lett szerkesztő-műsorvezető. 2013-ban megalapította az Üveghegy Kiadót, amelynek azóta vezetője. Felesége 2014 óta Balogh Ágnes Emese, akitől két gyereke született: Villő (2017) és Teofil (2019).

## Munkássága
Első írásai 2003-ban jelentek meg. Művei azóta a következő folyóiratokban szerepeltek: Agria, Búvópatak, Dunatükör, Ezredvég, Forrás, Hitel, Irodalomismeret, Kelet Felől, Kláris, Kortárs, Lyukasóra, Magyar Múzsa, Napút, Polísz, Somogy, Stádium, Szabolcs-Szatmár-Beregi Szemle, Új Ember, Új Horizont, Uránia, Vigilia. Verseiben kiemelten jelenik meg a természetesség igénye, amely elválaszthatatlan a kulturális örökség vállalásától és újrafogalmazásától. Érzelmek és racionalitás, személyesség és társadalmi nézőpont egyszerre vannak jelen költészetében. Szabad és kötött formákban egyaránt alkot, gyermekverseket is ír. 
Esszéiben az objektív tények és szubjektív meglátások egyensúlyára törekszik. Gyakran foglalkozik elfeledett szerzőkkel vagy ismert írók kevésbé ismert műveivel. 2005-ben az Új Horizont folyóirat felkérésére interjúfüzért készített Nagy László emlékére, melyben a költő barátait, pályatársait szólította meg. 
Írói munkássága mellett versek megzenésítésével is foglalkozik, zenés előadásokat tart, és kutatja a magyar dalszövegírás történetét. A dalszövegek és a társadalom mindenkori kapcsolatát feldolgozó könyve, a Zene nélkül 2017-ben jelent meg. 2010-ben Útravaló énekek címmel szerzői lemezt adott ki százhalombattai gyerekek és fiatal zenészek közreműködésével. A lemezen magyar költők gyermekversei hallhatóak Véghelyi Balázs megzenésítésében. 

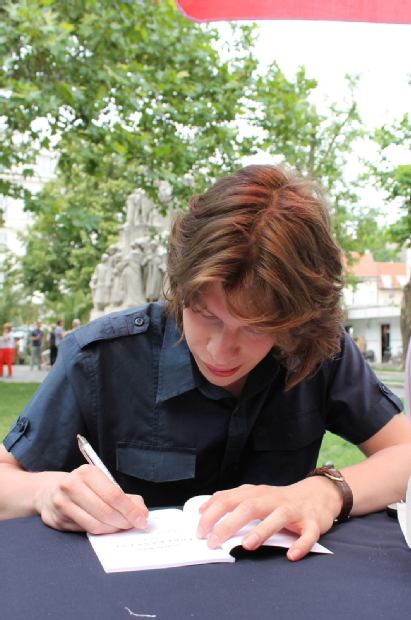
Véghelyi Balázs az Ünnepi Könyvhéten, 2012.

## Önálló művei
- Magyar poharak (esszék), Felsőmagyarország Kiadó, 2003.
- Fán függ a világ (versek), Hungarovox Kiadó, 2006.
- A megíratlan és a megírt idők (esszék), Hungarovox Kiadó, 2007.
- Kötelék (versek), Hungarovox Kiadó, 2008.
- Huszonhárom lépés (esszék), Hungarovox Kiadó, 2010.
- Útravaló énekek (dalok versekre, gyerekhangra - CD), Hungarovox Kiadó, 2010.
- Terepasztal (versek), Hungarovox Kiadó, 2012.
- Önarckép. 30 év - 30 vers (hangoskönyv), Üveghegy Kiadó, 2013.
- Zene nélkül. Fejezetek a magyar dalszövegírás történetéből, Üveghegy Kiadó, 2017.
- Üzenet érkezett (válogatott és új versek), Üveghegy Kiadó, 2018.
- Tarka színpadok. Irodalom és közélet a korai pesti kabaréban, Üveghegy Kiadó, 2025.

## Írásai antológiákban
- Megrendült időnk. Válogatás Fazekas István és Véghelyi Balázs írásaiból, Százhalom Kiadó, 2005.
- Arcok és énekek, Rím Könyvkiadó, 2008, 2009, 2010, 2011.
- Ezer magyar haiku, Napkút Kiadó, 2010.
- Visszhang II. Madarász Imre könyvei a kritika tükrében, Hungarovox Kiadó, 2010.[5]
- Vivát, Baranyi!, Z-füzetek, 2011.
- Költői Budapest - Budapest költői, Antológia Kiadó, 2013.
- A béke bozótharcosa. Baranyi Ferenc a XXI. században, Papirusz Book Kiadó - Hungarovox Kiadó, 2017.
- Ugyanolyan mások, Mentor Könyvek Kiadó, Marosvásárhely, 2017.
- Agria. Köszöntőkötet Ködöböcz Gábor 60. születésnapjára, Bródy Sándor Megyei és Városi Könyvtár, Eger, 2019.
- „Ó, véled gondolok most, tollas jobbkezemmel”. Költők egymáshoz és egymásról, Üveghegy Kiadó – Dsida Jenő Baráti Kör, Százhalombatta – Eger, 2022.
- „Végső béke és végső menedék”. Magyar költők a könyvről, a könyvtárról és az olvasásról , Üveghegy Kiadó – Dsida Jenő Baráti Kör, Százhalombatta – Eger, 2023.
- Megrostált betűk. Magyar Múzsa versantológia , Magyar Újságírók Közössége, Budapest, 2024.

## Külső hivatkozások
- Véghelyi Balázs honlapja
- http://www.hirtukor.hu/bel.php?ssz=25380
- http://www.kultura.hu/jo-verseket-szeretnek
- https://ujszo.com/kultura/a-dalszoveg-onallo-lirai-mufaj
- http://konyvkultura.kello.hu/egypercesek/2017/09/zene-nelkul